# Stomatolepas pulchra
Stomatolepas pulchra is een zeepokkensoort uit de familie van de Platylepadidae. De wetenschappelijke naam van de soort is voor het eerst geldig gepubliceerd in 1980 door Ren.